# Global Volcanism Program

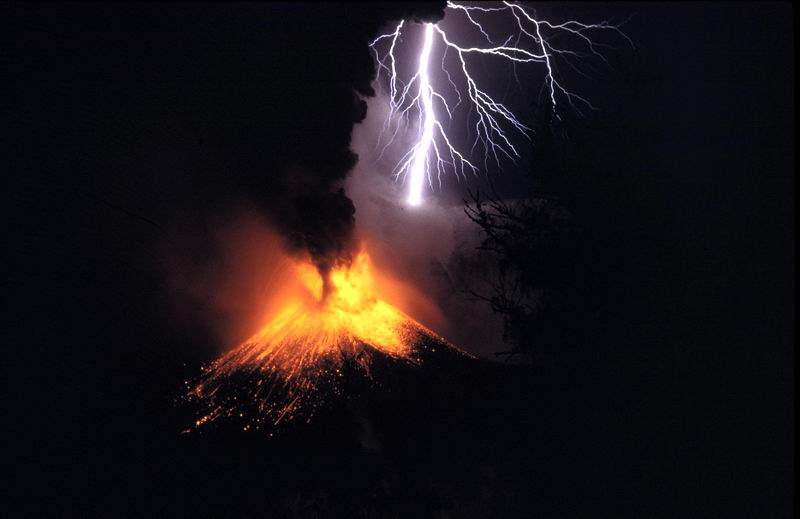
1994年に噴火したインドネシアのリンジャニ山

Global Volcanism Program（グローバル ボルカニズム プログラム、GVP）は、スミソニアン協会のプロジェクトで、世界の活火山およびその火山活動を記録、また現在発生している火山の観測情報を提供している。GVPは世界火山学プログラム、全地球火山活動プログラムとも訳される。

## GVPの取り組み
GVPは、人々に地球上の活火山とその火山活動に関する理解を助けるために活動している。スミソニアン協会は、その活動目標を達成するために、過去一万年間に発生した、世界の活火山の噴火状況をデータベースとして記録・管理すると同時に、現在進行中の火山活動の状況を報告している。これらより、地球上で起きた各々の火山の活動が、世界全体の状況として表される。スミソニアン博物館はセンター・フォー・ショート・フェノメナ(CSLP)が設立された1968年から現行の火山活動に関して調査報告を行っている。GVPの事務所はワシントンD.C.のナショナル・モールにある国立自然史博物館内の鉱物科学研究所に設置されている。
GVPへの情報は、Global Volcanism Network（GVN、「全地球火山活動ネットワーク」とも）からもたらされる。噴火の初期段階において、世界中の火山観測者や研究機関から提供された報告書、データ、写真を収集し、情報交換の場として機能し、それらの情報はGVPのウェブサイト上に公表されている。火山活動が開始した直後に出回る情報は、曖昧かつ矛盾した内容を含むことがあり、火山に精通した者はそれらを排除する手助けをするだけでなく、連絡を取り合うことで、情報は修正される。
Weekly Volcanic Activity Reportとはスミソニアン博物館のGlobal Volcanism Programとアメリカ地質調査所のVolcano Hazards Programとの共同作業プロジェクトである。しかし、当サイトに掲載された火山活動に関する情報は予備的なもので、調査や研究が詳細に行われると情報が変更される可能性がある。詳細な報告はBulletin of the Global Volcanism Networkで毎月一回公表される。
GVPは現在進行中の火山活動の情報提供のほかに、過去一万年間の火山活動に関するデータベースを作成している。過去に発生した火山活動を記録することは、活動が明らかな火山、また将来活動が起こりえる火山の今後を予測する上での手引きとなる。GVPのデータベースは、過去一万年間に火山活動が起きた位置、火山活動の規模と発生頻度など、火山活動に関する全ての統計を基礎として成り立っている。Volcanoes of the World (Simkin et al., 1981; and Simkin and Siebert, 1994) の2つの版はGVPのデータと文書に基づいて出版された。